# エスドリーム
エスドリーム株式会社（S-DREAM株式会社）は、東京都墨田区業平にある日本のイベントプロモーション事業部＆広告代理店である。 
2008年11月設立。 主にアミューズメント業界を中心とした営業活動をしている。
グループ会社にエスドリームデザイン株式会社（S-DREAMデザイン株式会社）、2010年7月設立。デザイン制作をメインとした会社がある。

代表取締役社長　坂元章洋（1975年07月11日 - ）
- 平成8年 - ㈱日拓入社
- 平成16年 - 店長職を経験後、同年2月に㈲NSPドクター入社 代表取締役 曽我部康二
- 平成18年 - NSPグループ会社としてS-DREAM株式会社設立
- 平成20年 - S-DREAMグループとしてS-DREAMデザイン設立

| スタブアイコン | サブスタブ | この項目は、まだ閲覧者の調べものの参照としては役立たない、企業に関連した書きかけの項目です。この項目を加筆・訂正などしてくださる協力者を求めています（PJ:経済）。 |